# VTJ Hodonín
VTJ Hodonín (celým názvem: Vojenská tělovýchovná jednota Hodonín) byl československý vojenský klub ledního hokeje, který sídlil ve městě Hodonín v Jihomoravském kraji. Klub byl založen v roce 1958 převelením armádní Dukly z Prešova. Hodonínská Dukla zanikla v roce 1980 převelením do Tábora.
Své domácí zápasy odehrával na zimním stadionu TEZA Hodonín s kapacitou 3 500 diváků.

## Historické názvy
Zdroj: 
- 1956 – VTJ Dukla Prešov (Vojenská tělovýchovná jednota Dukla Prešov)
- 1958 – VTJ Dukla Hodonín (Vojenská tělovýchovná jednota Dukla Hodonín)
- 1974 – VTJ Hodonín (Vojenská tělovýchovná jednota Hodonín)
- 1980 – zánik

## Přehled ligové účasti
Stručný přehled
Zdroj: 
- 1956–1957: Oblastní soutěž – sk. A (3. ligová úroveň v Československu)
- 1957–1958: Oblastní soutěž – sk. H (3. ligová úroveň v Československu)
- 1958–1959: 2. liga – sk. B (2. ligová úroveň v Československu)
- 1959–1960: Oblastní soutěž – sk. F (3. ligová úroveň v Československu)
- 1967–1968: 2. liga – sk. C (2. ligová úroveň v Československu)
- 1968–1969: 2. liga – sk. B (2. ligová úroveň v Československu)
- 1969–1973: 1. ČNHL – sk. B (2. ligová úroveň v Československu)
- 1973–1977: 2. ČNHL – sk. C (3. ligová úroveň v Československu)
- 1977–1978: 2. ČNHL – sk. B (3. ligová úroveň v Československu)
- 1978–1979: 2. ČNHL – sk. D (3. ligová úroveň v Československu)
- 1979–1980: Jihomoravský krajský přebor (3. ligová úroveň v Československu)

Jednotlivé ročníky
Zdroj: 
Legenda: ZČ - základní část, červené podbarvení - sestup, zelené podbarvení - postup, fialové podbarvení - reorganizace, změna skupiny či soutěže
| Československo (1956 – 1980) |                             |           |           |                                       |                                               |
| Sezóny                       | Soutěž                      | Úroveň    | ZČ        | Play-off, nadstavba, sk. o udržení... | Poznámky                                      |
| 1956/57                      | Oblastní soutěž – sk. A     | 3. úroveň | 2. místo  |                                       | Změna skupiny                                 |
| 1957/58                      | Oblastní soutěž – sk. H     | 3. úroveň | 1. místo  |                                       | Postup; převelení Dukly z Prešova do Hodonína |
| 1958/59                      | 2. liga – sk. B             | 2. úroveň | 9. místo  |                                       | Sestup                                        |
| 1959/60                      | Oblastní soutěž – sk. F     | 3. úroveň | 2. místo  |                                       | Reorganizace                                  |
| ...                          |                             |           |           |                                       |                                               |
| 1967/68                      | 2. liga – sk. C             | 2. úroveň | 5. místo  |                                       | Změna skupiny                                 |
| 1968/69                      | 2. liga – sk. B             | 2. úroveň | 5. místo  |                                       | Reorganizace                                  |
| 1969/70                      | 1. ČNHL – sk. B             | 2. úroveň | 6. místo  |                                       |                                               |
| 1970/71                      | 1. ČNHL – sk. B             | 2. úroveň | 6. místo  |                                       |                                               |
| 1971/72                      | 1. ČNHL – sk. B             | 2. úroveň | 11. místo |                                       |                                               |
| 1972/73                      | 1. ČNHL – sk. B             | 2. úroveň | 9. místo  |                                       | Reorganizace                                  |
| 1973/74                      | 2. ČNHL – sk. C             | 3. úroveň | 7. místo  |                                       |                                               |
| 1974/75                      | 2. ČNHL – sk. C             | 3. úroveň | 2. místo  |                                       |                                               |
| 1975/76                      | 2. ČNHL – sk. C             | 3. úroveň | 2. místo  |                                       |                                               |
| 1976/77                      | 2. ČNHL – sk. C             | 3. úroveň | 2. místo  |                                       | Změna skupiny                                 |
| 1977/78                      | 2. ČNHL – sk. B             | 3. úroveň | 2. místo  |                                       | Změna skupiny                                 |
| 1978/79                      | 2. ČNHL – sk. D             | 3. úroveň | 4. místo  |                                       | Reorganizace                                  |
| 1979/80                      | Jihomoravský krajský přebor | 3. úroveň | 3. místo  |                                       |                                               |